# 4375 Kiyomori
A 4375 Kiyomori (ideiglenes jelöléssel 1987 DQ) a Naprendszer kisbolygóövében található aszteroida. Nídzsima Cuneo és Urata Takesi fedezte fel 1987. február 28-án.